# ノエル・ウレーニャ
ノエル・ウレーニャ（Noel Ureña, 1989年8月25日 - ）は、ドミニカ共和国（以下：ドミニカ）出身のプロ野球選手（内野手・捕手）。右投両打。
NPBでは育成選手で、登録名はノエルであった。

## 来歴・人物
少年時代から家族や友人達と野球をしてきた程度で、母国のドミニカを始め、一切のプロリーグに所属していない。ただ、ドミニカの独立リーグのアカデミーで野球の手ほどきを受けたり、同国の社会人リーグで内野手・捕手で出場していた経緯を持っている。
2010年8月に神奈川県川崎市にあるジャイアンツ球場での秘密裏に受けた読売ジャイアンツの入団テスト（練習を兼ねたもの）で、54スイング中左右両打席で4本の柵越え（うち1本は左打席で140mの飛距離のもの）を放った。当初は8月中に合否の結果を決定する予定だったが、9月以降もテストを継続。長打力と強肩と将来性を見込まれ、9月27日に育成選手として契約。10月5日からのフェニックス・リーグより帯同することも明らかにしている。
11月10日に来季の背番号が022と発表されていたが、11月29日に、球団、現場ともに打撃、守備面でチーム内で競争できるレベルに達していないと判断され、来季の契約を結ばない方針である事が分かり、30日に自由契約となった。
2019年現在は、母国のドミニカ共和国で野球アカデミーを開校している。

## エピソード
- 当初、巨人軍は彼の素性を公表していなかったことから、スポーツ各紙は「謎の外国人（選手）」、巨人軍サイドからは「ミスターX」と紹介されていた[3]。またベネズエラ出身という誤った情報[3]も流れていた。
- 一部選手からは（風貌かバッティングスタイルかの詳細は不明だが）イバン・ロドリゲスに似ていると評されている[3]。

## 詳細情報

### 年度別打撃成績
- 一軍公式戦出場なし

### 背番号
- 117 （2010年9月27日 - 同年終了）